# Waalse Pijl 1981
De 45e editie van de Waalse Pijl (ook wel bekend als La Flèche Wallonne) werd gehouden op woensdag 15 april 1981. Het parcours had een lengte van 240 kilometer. De start lag in Spa en de finish was in Bergen. Van de 185 gestarte renners bereikten 120 coureurs de eindstreep.
De 24-jarige Belg Daniel Willems won de eindsprint van een grote kopgroep van 35 renners. Hij was op de meet in Bergen net iets sneller dan de Nederlandse eerstejaars prof Adrie van der Poel.

## Uitslag
| Waalse Pijl 1981 |                    |                              |          |
| Plaats           | Naam               | Ploeg                        | Tijd     |
| Winnaar          | Daniel Willems     | Capri Sonne                  | 5u49'00" |
| 2                | Adrie van der Poel | DAF Trucks-Cote d'Or-Gazelle | z.t.     |
| 3                | Guido Van Calster  | Splendor-Wickes              | z.t.     |
| 4                | Sean Kelly         | Splendor-Wickes              | z.t.     |
| 5                | Stefan Mutter      | Cilo-Aufina                  | z.t.     |
| 6                | Willy Teirlinck    | Boston-Mavic                 | z.t.     |
| 7                | Rudy Pevenage      | Capri Sonne                  | z.t.     |
| 8                | Eddy Schepers      | DAF Trucks-Cote d'Or-Gazelle | z.t.     |
| 9                | Jos Jacobs         | Capri Sonne                  | z.t.     |
| 10               | Claude Criquielion | Splendor-Wickes              | z.t.     |

1936 · 1937 · 1938 · 1939 · 1940 · 1941 · 1942 · 1943 · 1944 · 1945 · 1946 · 1947 · 1948 · 1949 · 1950 · 1951 · 1952 · 1953 · 1954 · 1955 · 1956 · 1957 · 1958 · 1959 · 1960 · 1961 · 1962 · 1963 · 1964 · 1965 · 1966 · 1967 · 1968 · 1969 · 1970 · 1971 · 1972 · 1973 · 1974 · 1975 · 1976 · 1977 · 1978 · 1979 · 1980 · 1981 · 1982 · 1983 · 1984 · 1985 · 1986 · 1987 · 1988 · 1989 · 1990 · 1991 · 1992 · 1993 · 1994 · 1995 · 1996 · 1997 · 1998 · 1999 · 2000 · 2001 · 2002 · 2003 · 2004 · 2005 · 2006 · 2007 · 2008 · 2009 · 2010 · 2011 · 2012 · 2013 · 2014 · 2015 · 2016 · 2017 · 2018 · 2019 · 2020 · 2021 · 2022 · 2023 · 2024
Lijst van beklimmingen